# Carl Michael Wiechmann
Christian Friedrich Carl Michael Wiechmann, auch Karl Michael Wiechmann und unter Hinzufügung des Besitznamens Carl Michael Wiechmann-Kadow (* 15. März 1828 in Rostock; † 31. Dezember 1883 ebenda) war ein deutscher Gutsbesitzer, Landwirt und Heimatforscher.

## Leben
Carl Michael Wiechmann war der Sohn des Rostocker Senators Michael Wiechmann und dessen Frau Sophia Martagetha Ilsabe, geb.  Heydtmann. Früh verwaist, besuchte er die Große Stadtschule Rostock, verließ sie schon 1842, um eine Landwirtschaftslehre zu machen. Danach studierte er an der Landwirtschaftlichen Akademie Hohenheim und an der Universität Tübingen. Da dieser Schritt nicht die Billigung seiner Angehörigen fand, kehrte er 1847 nach Rostock zurück. 1848 erwarb er den Erbpachthof Kadow (Mestlin) mit 200 Hektar Land, den er 25 Jahre lang mit einem Inspektor bewirtschaftete. In den Opferlisten der Kirche zu Techentin wurden 1851 auf seinem Gut 18 Personen gezählt. Seit 1848 nahm auch Wiechmann als Gutsbesitzer an den sonntäglichen Treffen im Pfarrhaus zu Techentin als geistiges Centrum der Umgebung beim dortigen neuen aus Laage gekommene Pastor Johann Carl Riedel teil. Wie in der Kirche, blieben auch hier bei Gesprächen die Männer und Frauen unter sich. Neben Pastor Birkenstädt aus Mestlin und dem Propst Zander aus Woosten, der nur plattdeutsch sprach, waren die Pächter der Güter Vimfow, Sehlsdorf, Zidderich, Klein Pritz, Hof Hagen und Dabel anwesend. Neben den Klosterförster Kobrow aus Mestlin und Sehlsdorf sang der Dobbertiner Oberförster als musikalisch Gebildeter gemeinsam mit den Geistlichen. Über Dr. Wiechmann aus Kadow berichtete der Sohn des Pastors Riedel 1907 als Professor und Direktor der chirurgischen Klinik in Jena: Er, Wiechmann sei gebildet und reich, war sehr nervös und Morphinist, seine schöne Frau stamme aus Rostock und die zwei spät geborenen Kinder, eine Tochter und ein Sohn, stammten vom Inspektor. Jedenfalls sei Wiechmann ein geistvoller Mann.
1873 verkaufte er das Gut in Kadow und zog nach Rostock. Seine dortigen wissenschaftlichen Arbeiten konnte er nach einer längeren Kur in Karlsbad 1878 nur noch zögerlich fortsetzen.
Wichtiger als seine landwirtschaftliche Tätigkeit war die als Sammler und Forscher. Er sammelte alte, seltene Holzschnitte, Kupferstiche und Drucke. Seit 1855 war er Mitglied im Verein für mecklenburgische Geschichte und Altertumskunde und seit 1866 im Verein der Freunde der Naturgeschichte sowie von 1868 bis 1873 dessen Sekretär und besorgte die Herausgabe des Archivs. Ab 1869 war er auch ordentliches Mitglied der Gesellschaft für pommersche Geschichte und Altertumskunde und beteiligte sich rege an den Arbeiten dieser Vereine. Auf naturhistorischem Gebiet war seine Erforschung von Conchylien im Sternberger Gestein bedeutsam. Mehrere Conchylien aus dem Sternberger Gestein tragen seinen Namen, so Stenomphalus Wiechmani von Koenen und Turbonilla Wiechmanni Speyer.
1858 besorgte er eine Neuausgabe von Joachim Slüters ältesten Rostocker Gesangbuch von 1531 und des ebenfalls Slüter zugeschriebenen Katechismus von 1525. Der Großherzog Friedrich Franz II. von Mecklenburg-Schwerin sprach ihm am 22. August 1858 seinen Dank für die Widmung des Neudruckes aus und ließ ihm als Zeichen der Anerkennung auf dem Gebiet der mecklenburgischen Literatur und Hymnologie das Prachtwerk Die Domkirche zu Schwerin und ihre Einweihung überreichen. Nach dem Erscheinen des ersten Bandes Mecklenburgs altniedersächsische Literatur 1864 verlieh ihm der Großherzog die von Friedrich I. gestiftete Verdienstmedaille für Kunst und Wissenschaft in Silber mit dem Bande, und gleichzeitig erteilte die philosophische Fakultät der Universität zu Rostock auf Antrag von Karl Bartsch die Doktorwürde honoris causa.
Neben der mecklenburgischen erforschte er auch die Lübecker Buchgeschichte. In der Zeitschrift für Lübeckische Geschichte und Altertumskunde publizierte er über den Lübecker Buchhändler Paul Knufflock und zur älteren Buchdruckergeschichte Lübecks.
Sein Hauptwerk war eine Vollständigkeit anstrebende Regionalbibliographie der in niederdeutscher Sprache in Mecklenburg erschienenen Bücher bis zum Beginn des Dreißigjährigen Krieges, ein regionaler Vorläufer der Niederdeutschen Bibliographie von Conrad Borchling und Bruno Claußen. Den dritten Band gab nach Wiechmanns Tod der Universitätsbibliothekar Adolph Hofmeister (1848–1904), der Vater von Adolf Hofmeister, heraus.
Zum korrespondierenden Mitglied ernannten ihn der Verein für Hamburgische Geschichte bereits 1858, die Société Malacologique de Belgique in Brüssel 1867, die deutsche Malakozoologische Gesellschaft 1869, die k. k. geologische Reichsanstalt zu Wien 187, der Verein für Naturkunde zu Fulda und zu Offenbach 1873. Zum ordentlichen Mitglied des Gelehrten-Ausschusses des Germanischen Museums wurde er 1867. Mit zahlreichen Gelehrten trat er in Verbindung, viele Bibliotheken besuchte er und hatte eine umfangreiche Materialsammlung zusammengetragen. Regen wissenschaftlichen Verkehr und teilweise auch persönliche Kontakte hatte Wiechmann mit Georg Christian Friedrich Lisch (Schwerin), Gottlieb Matthias Carl Masch (Schönberg), Ernst Deecke und Wilhelm Mantels (Lübeck), Gottfried Kosegarten (Greifswald), Ernst Heinrich Zober (Stralsund), Johannes Geffcken und Johann Martin Lappenberg (Hamburg), Petzholdt (Dresden) und Hoffmann von Fallersleben.

## Ehrungen
- 1864: Ehrendoktor der Universität Rostock
- 1864: Medaille für Kunst und Wissenschaft (Mecklenburg-Schwerin) in Silber und mit dem Bande

## Veröffentlichungen
- Ein Wunder in der Kirche zu Moisall bei Bützow aus dem Jahre 1594. 1857.[7]
- Beiträge zur ältern Buchdruckergeschichte Meklenburgs nebst einer Zusammenstellung der bisher beschriebenen meklenburgischen Druckdenkmale. 1857.[8]
- Zwei unbekannte Lübecker Drucke. 1858.
- Die Procession zu Lübeck im Jahre 1503 und die Ablaßbriefe des Kardinal-Legaten Raimund. 1858.
- Die meklenburgischen Formschneider des sechzehnten Jahrhunderts. 1858.
- Joachim Slüter’s ältestes rostocker Gesangbuch vom Jahre 1531 und der demselben zuzuschreibende Katechismus vom Jahre 1525. 1858 (Digitalisat, Bayerische Staatsbibliothek)
- Der Zwist der evangelischen Prediger zu Rostock im Jahre 1531. 1589.
- Geistliche Lieder auf die Wahlsprüche mecklenburgischer Fürsten. 1859.
- Die zehn Gebote in der Kapelle zu Pudagla auf der Insel Usedom. Nach einer Aufzeichnung vom Jahre 1548 mitgeteilt. 1859.
- Das kleine Corpus doctrinae des Matthias Iudex. Schwerin: 1865 (Digitalisat des Exemplars der Harvard University Library, ex Schulbibliothek Rostock)
- Mecklenburgs altniedersächsische Literatur. Ein bibliographisches Repertorium der seit der Erfindung der Buchdruckerkunst bis zum dreißigjährigen Kriege in Meklenburg gedruckten niedersächsischen oder plattdeutschen Bücher, Verordnungen und Flugschriften.

- Theil 1 / Bis zum Jahre 1550. Schwerin: Bärensprung 1864 (Digitalisat, Bayerische Staatsbibliothek; Digitalisat des Exemplars der Bibliothek der Universität Oxford im Internet Archive)
- Theil 2 / Zweite Hälfte des sechszehnten Jahrhunderts. Schwerin: Bärensprung 1870 (Digitalisat, Bayerische Staatsbibliothek)
- Theil 3 / 1600–1625: mit Nachträgen und Registern zu allen 3 Theilen. Schwerin: Bärensprung 1885 (posthum hrsg. von Adolf Hofmeister) (Digitalisat des Exemplars der Universität Oxford)